# Rozejm w Compiègne (1940)
II Rozejm w Compiègne – układ zawarty między Niemcami a Francją podpisany 22 czerwca 1940 o godzinie 18:50 w lesie Compiègne.

## Historia
Układ został podpisany przez szefa sztabu Oberkommando der Wehrmacht, generała pułkownika Wilhelma Keitela, posiadającego upoważnienie Führera Rzeszy Niemieckiej i Wodza Naczelnego niemieckich sił zbrojnych oraz generała armii Charlesa Huntzigera, przewodniczącego delegacji wyposażonego w należyte pełnomocnictwa rządu francuskiego.
W składzie delegacji francuskiej znajdowali się: ambasador Leon Noël, wiceadmirał eskadry Maurice Le Luc, generał lotnictwa Jean Bergeret i generał korpusu armijnego Georges Parisot.
Na żądanie Adolfa Hitlera układ został podpisany w tym samym miejscu i w tym samym wagonie salonowym (wagon z Compiègne), w którym 11 listopada 1918 Cesarstwo Niemieckie podpisało rozejm kończący I wojnę światową. Wspomniany wagon został później przewieziony do Berlina jako zdobycz wojenna, a w 1944 został przebazowany do Crawinkel, a następnie zniszczony przez bombardowanie lub SS.
Układ wszedł w życie w dniu 25 czerwca 1940, po zawarciu porozumienia między rządem francuskim a rządem włoskim w sprawie przerwania działań wojennych (Włoska inwazja na Francję 1940).
Rząd francuski przeniósł się do Vichy. Niemcy zdobyli ekwipunek mogący wyposażyć 55 dywizji. Alzacja i Lotaryngia zostały de facto choć nieoficjalnie anektowane do III Rzeszy, poddane niemieckiej administracji cywilnej oraz objęte zaciągiem do Wehrmachtu.

## Postanowienia
- Na mocy art. 2 północna i zachodnia część Francji wraz z całym francuskim wybrzeżem Atlantyku, znalazła się pod okupacją niemiecką (obszar na północ i zachód od linii Genewa – Dole – Tours – Mont-de-Marsan, patrz mapa), aż do granicy z Hiszpanią[1].
- III Rzesza pozostawiła lokalne władze francuskie w „strefie okupowanej” (fr. Zone occupée), jednakże w art. 3. ustalono, że Wehrmacht ma „prawa okupanta”, co znaczyło, że lokalne władze powinny współpracować z Niemcami we „właściwy sposób”[1].
- Pozostała część Francji (gdzie wkrótce ukonstytuowało się Państwo Francuskie) oraz terytoria zamorskie nie były okupowane.
- Francja mogła posiadać zgodnie z art. 4 jedynie siły wojskowe niezbędne do zapewnienia porządku wewnętrznego[1]. Na tej mocy powstała następnie Armia Rozejmowa (fr. Armée d’armistice), liczącą do 100 tys. ludzi (8 dywizji i 4 pułki kawalerii) we Francji metropolitalnej, bez czołgów, broni przeciwpancernej i przeciwlotniczej oraz artylerii powyżej kalibru 75 mm, oraz ponad 200 tys. w koloniach (Algieria, Maroko, Tunezja, Francuska Afryka Zachodnia, Syria i Liban, Indochiny Francuskie i in.), wyposażonych w czołgi, artylerię dużego kalibru oraz broń przeciwpancerną i przeciwlotniczą.
- Art. 5 stanowił, że Francja ma wydać Niemcom cały sprzęt wojenny armii lądowej, a w art. 18 zobowiązała się do utrzymywania okupacyjnej armii niemieckiej[1].
- Dodatkowo w art. 8 strona niemiecka zobowiązała rząd francuski do zabezpieczenia i rozbrojenia floty, zapewniając jednocześnie, że nie zostanie ona wcielona do Kriegsmarine[1]. Francja pozostawała zatem w posiadaniu jednej z czołowych co do siły flot wojennych świata[3][4], posiadającej bazę częściowo w Tulonie, częściowo w portach Afryki francuskiej (Al-Marsa al-Kabir koło Oranu, Dakar). Warunek rozbrojenia okrętów nie został wykonany i nie był egzekwowany wobec podjętej już na początku lipca 1940 próby brytyjskiej przejęcia siłą francuskiej marynarki wojennej, lub jej internowania (Operacja Catapult).
- Na mocy art. 20 w niemieckiej niewoli pozostało około 1,5 mln żołnierzy francuskich. Mieli oni stanowić siłę roboczą Niemiec do czasu zawarcia ostatecznego układu pokojowego.

## Galeria

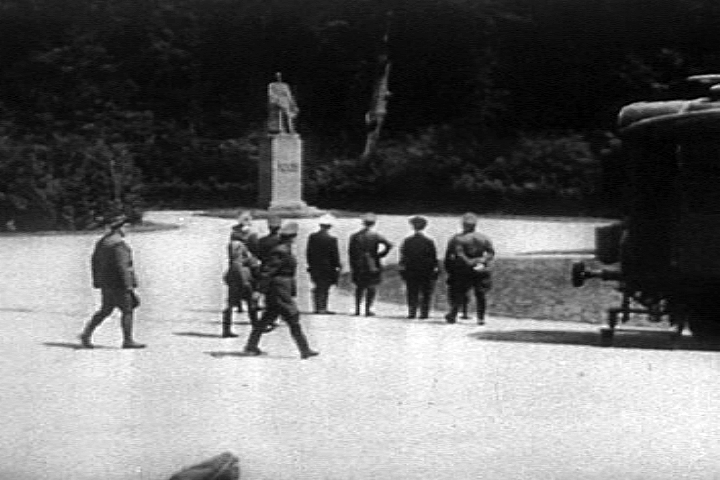
Adolf Hitler wraz z oficerami przed pomnikiem Ferdinanda Focha
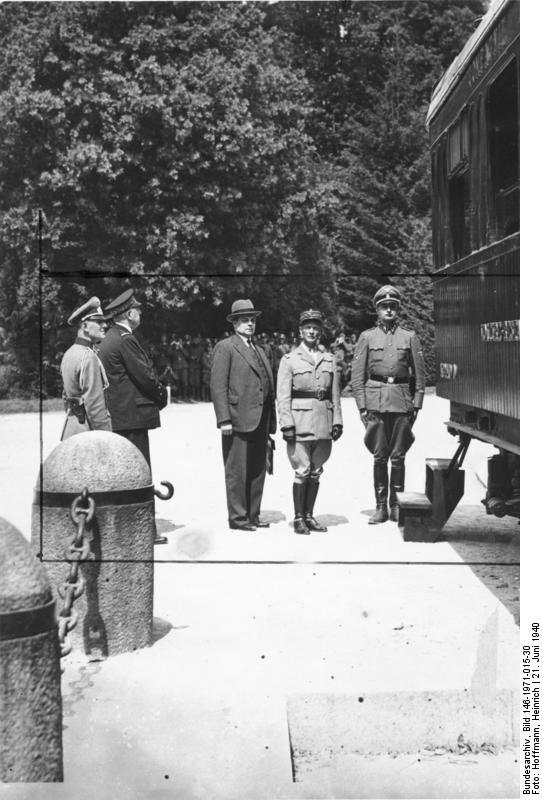
Delegacja francuska przed wejściem do wagonu
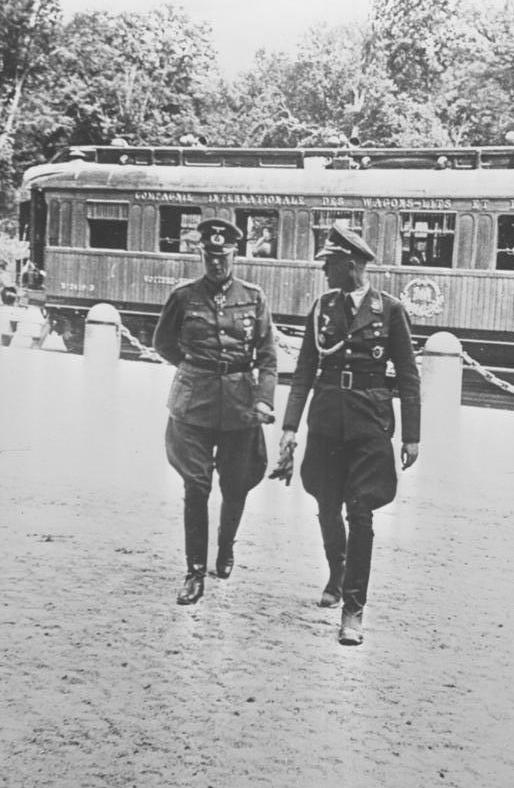
Wilhelm Keitel w przerwie rozmów przed wagonem, gdzie toczyły się rozmowy
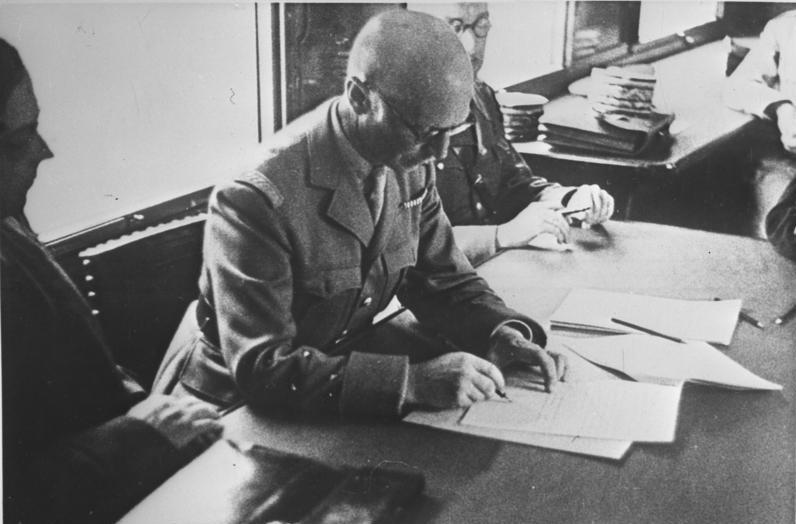
Generał Charles Huntziger podpisujący w imieniu Francji dokument
Mapa Francji 1940–1944
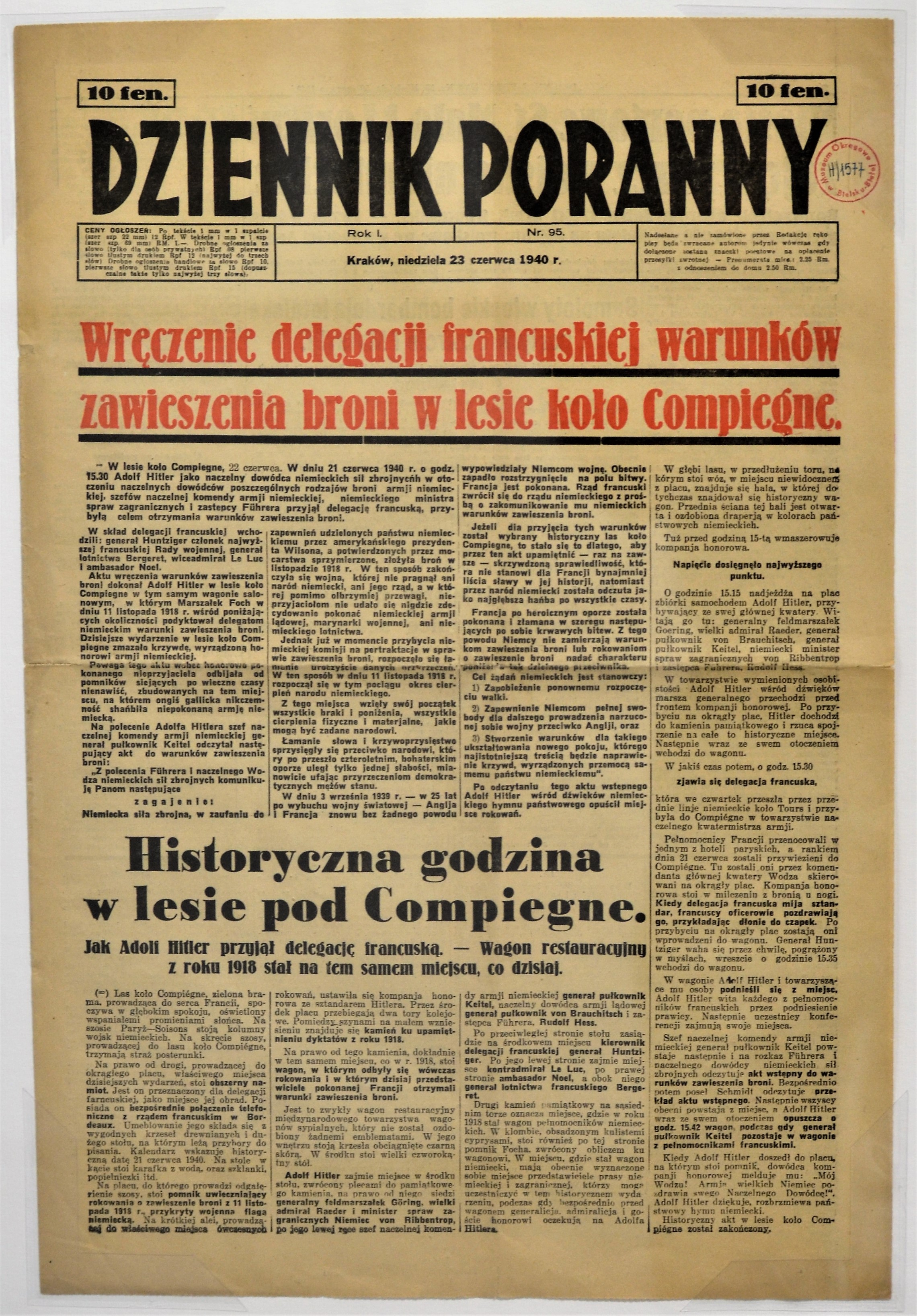
Informacje o rozejmie w piśmie gadzinowym z 23 czerwca 1940 w Generalnym Gubernatorstwie